# Рудь Сергій Леонідович
Сергій Леонідович Рудь (нар. 24 квітня 1977, смт Віньківці, Хмельницька область) — український генерал-майор, начальник Управління державної охорони України з 16 жовтня 2019 року до 9 травня 2024 року.

## Життєпис
1998 — закінчив Академію Прикордонних військ України імені Богдана Хмельницького (бакалавр інженерної механіки). 2015 — закінчив Інститут Управління державної охорони України Київського національного університету імені Тараса Шевченка (професіонал з охоронної діяльності та безпеки).
1994—1998 — курсант Академії Прикордонних військ України.
1998—2002 — військова служба на посадах осіб офіцерського складу спеціальних аеромобільних підрозділів Прикордонних військ України.
2002—2006 — військова служба на посадах осіб офіцерського складу підрозділів охорони органів державної влади України в Управлінні державної охорони України.
2006—2011 — військова служба на посадах осіб офіцерського складу в Департаменті роботи з особовим складом Управління державної охорони України.
2011—2018 — військова служба на керівних посадах Інституту Управління державної охорони України Київського національного університету імені Тараса Шевченка.
2018 — травень 2019 — військова служба на керівних посадах у Департаменті особистої охорони Управління державної охорони України.
Травень — жовтень 2019 — заступник начальника Служби безпеки Президента України Управління державної охорони України.
9 травня 2024 року був звільнений з посади начальника Управління державної охорони України.
15 липня 2024 року виведений зі складу Ставки Верховного Головнокомандувача.

## Сім'я
Одружений, має доньку та сина.